# Gaspar de Jesús María
Fray Gaspar de Jesus María, religioso carmelita descalzo, escritor e historiador de entre los siglos XVII y XVIII
Fue natural de Illescas (Toledo) y del convento de Pastrana. Fuera de esto, muy poco se sabe sobre él, salvo que escribió un Manifiesto de la Columna Protectora de Israel en la Carpetania, y Sacro Paladion del Antiguo Lacio en Castilla la Nueva, que la Villa de Yllescas venera en la Milagrosa Imagen de la Reyna de los Angeles Maria Madre de Dios, con la advocación de la Caridad, Madrid: Manuel Ruiz de Murga, 1709, que documenta numerosas curiosidades históricas de su pueblo natal de Illescas además de referir la historia de la imagen de Nuestra Señora de la Caridad y sus milagros. Aprobó en 1709 un Sermón... del canónigo de Ciudad Rodrigo y Toledo Pedro Rodrigo Valdés.
- Datos: Q5875878